# Генріх Ангальт-Кетен-Плесський
Генріх Ангальт-Кетен-Плесський (нім. Heinrich von Anhalt-Köthen; 30 липня 1778, Плєсс — 23 листопада 1847, Кетен) — герцог Ангальт-Кетенський з династії Асканіїв, власник колонії Асканія-Нова.

## Родина

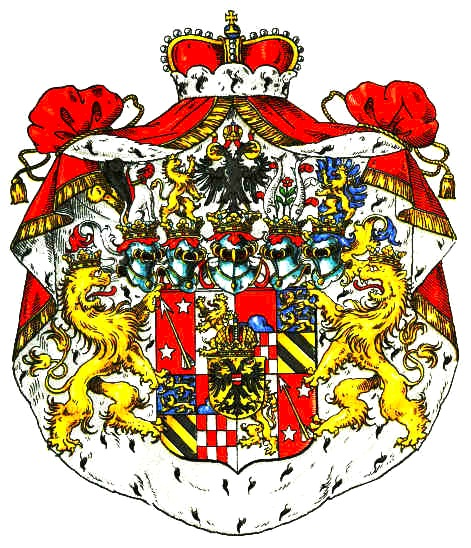
Державний герб князівства Плесс

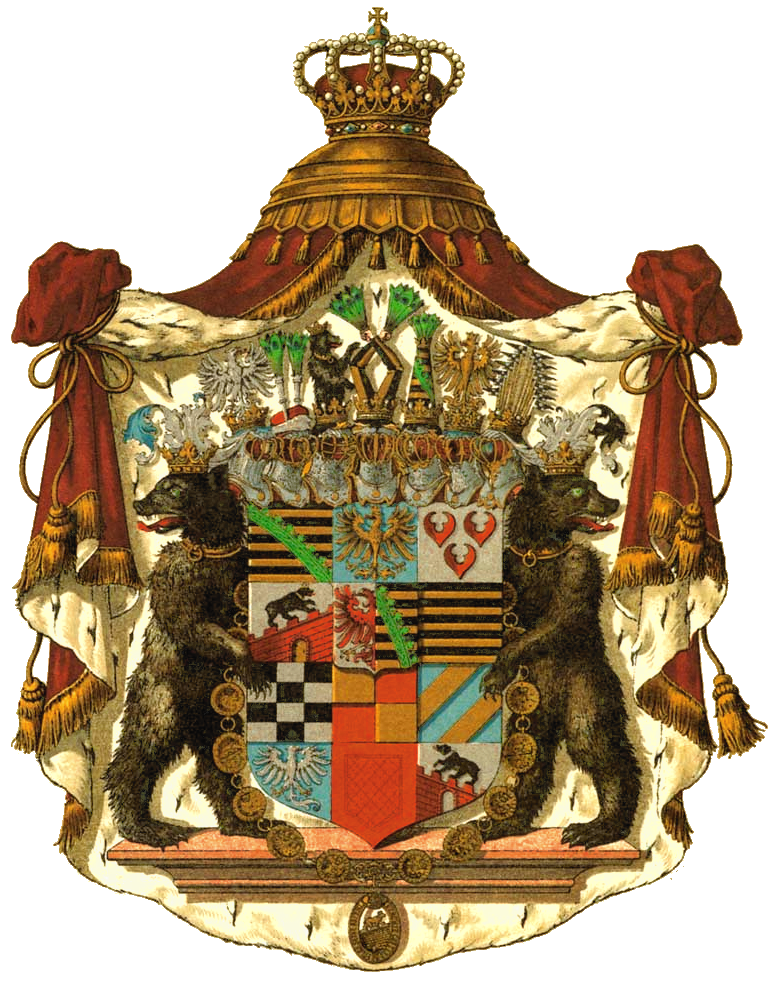
Державний герб герцогства Ангальт-Дессау-Кетен

### Батьки
Батько — князь Фрідріх Ердман Ангальт-Кетен-Плесський (1731—1797).
Мати — Луїза Фердинанда (1744—1784) — донька графа Штольберг-Вернігероде.

#### Брати
- Ернст Еммануель Ердман (1768—1808) — відсторонений від престолу через хворобу;
- Фердинанд Фрідріх (1769—1830);
- Бенедикт (1771—1773);
- Християн (1774—1783);
- Георг (1776—1777);
- Християн Фрідріх (1780—1813) — загинув у битві при Кульмі;
- Людвіг (1783—1841) — останній князь із Ангальт-Кетен-Плесської династії.

#### Сестра
Анна Амалія (1770—1830) — спадкоємиця князівства Плесс; дружина Ганса Гайнріха VI графа фон Гогберг-Фюрстенштайн (1768—1833).

### Дружина
Августа Фридерика Есперанса Ройсс-Шлейц-Кестрицька (3 серпня 1794 — 17 липня 1855). Вона народилася у Брауншвейзі в родовитій та поважній сім'ї Гайнріха XLIV фон Рейсс-Шлейц-Кестритц (1753—1832) та Августи фон Рідезель цу Ейсенбах (1771—1805). Дитинство принцеса провела в Берліні, в Бранденбурзі, на сілезько-польському кордоні.
Шлюб виявився бездітним. Герцогиня Августа була однодумницею герцога Гайнріха. Вона користувалася величезною повагою народу та присвятила своє життя допомозі нужденним та бідним. Пам'ять свого чоловіка герцогиня Августа вшанувала створенням благодійного фонду його імені — «Heinrichsstiftung». Вдова герцога Гайнріха померла 13 червня 1855 року і була похована в євангелічній церкві столичного міста Кетена.

## Військова служба
- 3 березня 1796 р. вступив до прусської королівської військової служби. Отримав чин гвардійського штабс-капітана.
- 25 березня 1796 переведено до 32 стрілецького полку князя Гогенлое.
- 17 січня 1797 р. присвоїли військове звання капітана та посаду командира роти.
- 13 березня 1804 р. подовжено відпустку на пів року.
- 31 серпня 1805 р. присвоїли військове звання майора.
- 1806 р. учасник пруссько-французької війни і з самого початку перебував при штабі короля Фрідріха Вільгельма III.
- 9 грудня 1808 р. призначений шефом батальйону фон Шулера.
- 17 лютого 1809 р. став командувати першим батальйоном Сілезького піхотного полку № 10.
- 3 жовтня 1810 р. присвоїли військове звання полковника та відправили у відставку.
- 28 жовтня 1810 р. отримав дозвіл користуватися військовим одностроєм Сілезького піхотного полку.
- 22 грудня 1818 р. присвоїли військове звання генерал-майора.
- 22 травня 1825 р. отримав під командування полк Сілезького ландверу.
- 30 березня 1844 р. присвоїли військове звання генерал-лейтенанта.
- 11 січня 1847 р. присвоїли військове звання генерала від інфантерії[4].

## Державницька діяльність

### Служба та управління
- 26 березня 1805 р. отримав від прусського короля Фрідріха Вільгельма III дипломатичне завдання до константинопольського двору османського султана Селіма ІІІ (1761—1808) через територію Австрійської України.
- 10 жовтня 1806 р. отримав наказ під час війни супроводжувати прусську королеву Луїзу шляхом з Ерфурта до Берліна.
- 16 грудня 1818 р. отримав трон Плесського князівства.
- 1 лютого 1826 р. член Державної Ради.
- 28 серпня 1830 р. отримав трон Ангальт-Кетенського герцогства.

(Плесське князівство передано брату — принцу Людвігу).

### Підтримка науки, культури та промисловості

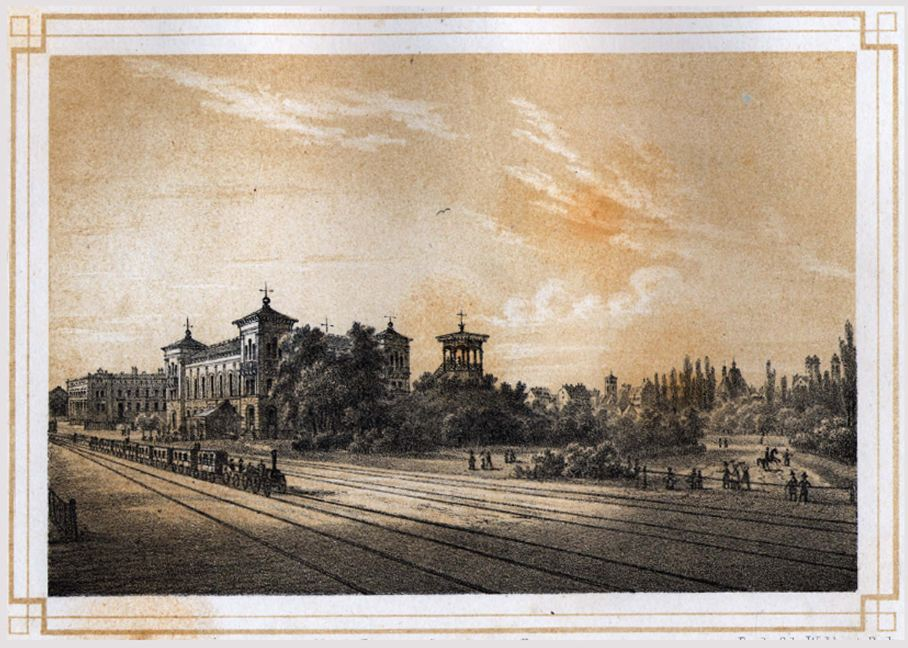
Залізничний вокзал у Кетені.

Герцог Гайнріх надавав своє монарше покровительство вченим. Так він продовжував підтримувати знаменитого гомеопата Самуїла Фрідріха Християна Ганеманна (1755—1843). Відомо, що до 100-річча з дня народження вченого владою була створена гомеопатична клініка поблизу замкового парку в Кетені.
Він прихистив в своїй країні відомого європейського лікаря («чудо-цілителя») доктора Артура Лутце (1813—1870). Вчений відкривав гомеопатичні санаторії. В цих закладах лікувалися пацієнти із багатьох держав.
Герцог Гайнріх влаштував бібліотекарем та хранителем своїх палацових колекцій історика Готліба Краузе (1804—1888). Відомо, що сферою його науковою діяльності були історія німецького мовознавства, минуле герцогства Ангальт та джерела часів Тридцятилітньої війни.
Його підтримку отримував і видатний німецький орнітолог Йоганн Фрідріх Науман (1780—1857). Він був одним із організаторів авторитетної наукової організації — «Deutsche Ornithologen-Gesellschaft» («Німецьке орнітологічне товариство»)
Герцог Гайрних першим серед своїх родичів зрозумів державну економічну вигоду залізниці. Саме від підтримав пропозицію прокласти через Кетен залізничні шляхи сполучення

### Встановлення дипломатичних відносин із Російською імперією

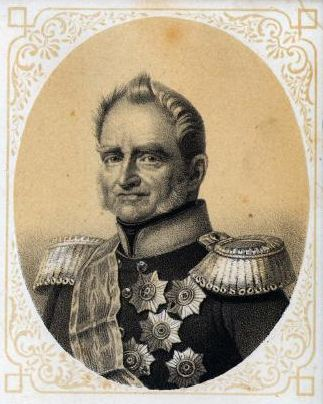
Гайнрих герцог Ангальт-Кетенський.

Причини встановлення дипломатичних відносин:
1. Якість ангальтської вовни мала європейський рівень, але не вистачало пасовищ;
2. Росія мала величезний ринок збуту вовни в потребувала збільшення темпів розвитку мериносового вівчарства та суконного виробництва.
3. Ангальтська асканійська герцогська династія була тісно спорідненою із російським романівським імператорським домом.
Перші прямі контакти встановили ангальт-кетенські дипломати финансротен Август Людвіг фон Бер (1781—1852) та амтсрат Людвіг Август Вільгельм фон Альберт (1783 — ?). В результаті на Півдні України була створена колонія із підданих герцога.
Повіреним у справах герцогства Ангальт-Кетенського був призначений надвірний радник Карл Християн фон Кістер. Навесні 1828 р. він вручив свої вірчі грамоти при Санкт-Петербурзькому дворі. Пізніше він дослужився до чина камергера, посад радника посольства та повіреного в справах, а потім отримав титул барона (підтверджений в Росії у 1848 р.)

### Господарювання в колонії «Асканія Нова»

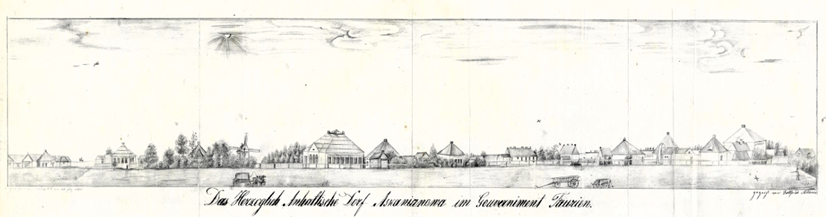
Вид Асканії Нова, 1847

Уряд герцога Гайнриха продовжував економічну політику свого брата покійного герцога Фердинанда Фрідріха щодо розвитку ангальтської колонії на Півдні України. Весною-літом 1832 р. була проведена інспекція під керівництвом А. фон Бера. У господарстві існувало 15004 голів овець, 82 коней та 48 голів худоби. В колонії існувало 11 населених пунктів. Найбільші з них були дані назви: центральне поселення — Асканія Нова (на честь історичного ядра династії — графства Асканії); Фердинандівка, Юліанівка, Генрикове та Августове (на честь представників попередньої та сучасної правлячої династії); Дорнбург і Нієнбург (на честь містечок у метрополії) тощо На 1832 р. загальна вартість колонії становила суму у 290070 талерів. У той час розвитком колонії цікавився імператор Микола І; вчені: академік П. І. Кеппен (1793—1864), академік Р. Е. фон Таутфеттер (1809—1889), професор І. Ф. Л. Шмальц (1781—1847); мандрівник О. Ф. Л. маршал Мармон (1774—1852). На 1847 р. в колонії Асканія Нова налічувалося 39000 голів овець (11,02 % по Дніпровському повіту), які давали 5520 пудів вовни (14,24 % по Дніпровському повіту).

### Нагороди, членство в організаціях
- Гросмейстер ангальтського династичного ордену «Альбрехта Ведмедя».
- «Орден Червоного Орла» 1 класу (15 листопада 1810 р.).
- «Орден Чорного Орла» (11 вересня 1830 р.).
- «Орден Св. Апостола Андрія Первозванного» (4 березня 1833 р.).
- «Орден Св. князя Олександра Невського» (4 березня 1833 р.).
- Велика срібна медаль VI Новоросійської виставки сільськогосподарської продукції (1846 р.)
- Почесний закордонний член Імператорського товариства сільського господарства Півдня Росії.

### Створення (відродження) династичного «Ордену Альбрехта Ведмедя»

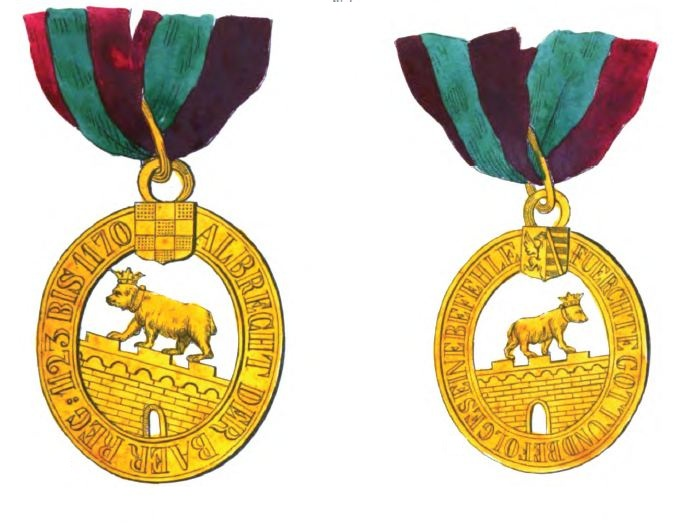
Орден Альбрехта Ведмедя.

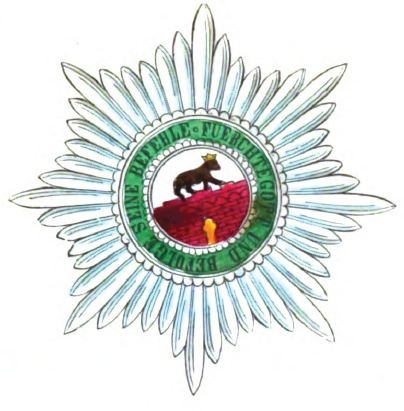
Зірка ордену Альбрехта Ведмедя.

У 1836 р. «Орден Альбрехта Ведмедя» був створений (відроджений) герцогами Ангальт-Кетенським — Гайнрихом, Ангальт-Бернбурзьким — Олександром Карлом та Ангальт-Дессауським — Леопольдом IV Фрідріхом. За легендою орден був заснований іще у 1382 г. прямим загальним предком ангальтських герцогів — князем Сигізмундом I Ангальтським (пом. 1405 р.).
Орденський знак, обведений овальним обідком, зображав коронованого ведмедя в ошийнику, викарбуваного із золота та срібла, що дерся похилим міським зубчастим муром із ворітьми. Девізом ордену є «Fuerchte Gott uno befolge seine befehle» («Бійся Бога та наслідуй його велінням»). Орденська стрічка — зелена з двома широкими червоними смугами по краях.
Орден Альбрехта Ведмедя поділявся на наступні ступені: Орденський ланцюг, Великий Хрест, Командор 1-го и 2-го ступенів, Лицар 1-го та 2-го ступенів. Нагородження проводилося золотими та срібними медалями, які входили до орденської системи. За особливі заслуги до знаків ордену додавалися спеціальні елементи. Орденом нагороджувалися особи «за добродійство, за послуги державі, вірність, видатні здібності та сумління у службі». Для ангальтського ордену Альбрехта Ведмедя був опрацьований спеціальний Статут.

## Смерть та поховання
23 листопада 1847 року герцог Гайнріх помер. Він був похований в склепі кірхи Св. Якоба у м. Кетен. Ця остання ангальт-кетенська герцогська родина не залишила спадкоємців. (Наймолодший брат герцогів Фердинанда і Гайнріха — Людвіг князь Плесський помер бездітним). Ангальт-Кетенська герцогська лінія остаточно перервалася.